# Cabo Gelidonya
El cabo Gelidonya (en turco: Gelidonya Burnu or Taşlık Burnu; en griego: Χελιδωνία, Chelidonia, que significaría 'cabo de las golondrinas'; en latín: Chelidonium promontorium), en fuentes antiguas Celidonia,  Kilidonia o Killidonia, es un cabo o promontorio localizado en la península de Teke, localizada en la costa sur de Anatolia entre el golfo de Antalya y la bahía de Finike. En tiempos romanos, era conocido como Promontorium Sacrum. Está en el extremo de los montes Tauro. Al sur del cabo hay un grupo de cinco islas conocidas por los romanos como Chelidoniae Insulae.
Junto a este cabo se encontraron los restos de un naufragio en la Edad de Bronce tardía (c. 1200 a. C) Por la composición de la carga y la naturaleza de la embarcación, se ha sugerido que el mercante partió de algún puerto situado en Siria (quizá de Ugarit) y siguió una ruta que le llevó a algún lugar de la isla de Chipre antes de internarse en el Egeo. Los restos de la nave se encontraron a una profundidad de unos 27 m, sobre un fondo rocoso irregular. Fue localizado en 1954, y la excavación se inició en 1960 dirigida por Peter Throckmorton, George F. Bass y Frédéric Dumas. Entre los hallazgos encontraron piezas de cerámica, raspadores de cobre, lingotes de cobre y estaño, y pesas mercantes.
En las proximidades del cabo se entabló entre el 14–16 de julio de 1616 la conocida como batalla del cabo Celidonia, cuando una pequeña escuadra española bajo el mando de Francisco de Ribera que navegaba alrededor de Chipre fue atacada por una flota otomana que la superaba ampliamente en efectivos. A pesar de esto, los barcos cristianos, en su mayoría galeones, lograron repeler a los turcos, cuya armada consistía principalmente en galeras, e infligirles graves pérdidas.

## Naufragio de la Edad de Bronce

### Historia del descubrimiento
En 1954 Kemal Aras, un buzo de Bodrum que recolectaba esponjas con el barco Mandlinci, había visto los restos de un barco hundido cerca del cabo. En 1958 comentó su hallazgo al fotoperiodista Peter Throckmorton, que trabajaba en la confección de un catálogo de naufragios en la costa turca. 
Throckmorton logró identificar el lugar en 1959 y convenció al Museo de Arqueología y Antropología de la Universidad de Pensilvania para que patrocinase una excavación del sitio. El entonces joven arqueólogo George Bass, que estaba trabajando en su doctorado en la Universidad, fue enviado a supervisar la excavación arqueológica del sitio. Regresaron en 1960 habiendo completado la primera excavación arqueológica de un naufragio bajo el agua en su totalidad. Fue, en su época, el naufragio más antiguo conocido, únicamente superado después por el descubrimiento del pecio de Uluburun a principios de los años 1980. Este fue uno de los primeros proyectos que llevaron al desarrollo del campo de la arqueología subacuática, junto con la excavación de los barcos vikingos Skuldelev, en Roskilde en 1962, y del descubrimiento y recuperación del barco de guerra sueco Vasa, en 1961.
En 2010, George Bass, Nicolle Hirschfeld y Harun Özdaş realizaron nuevos trabajos en el lugar del naufragio y encontraron otros artefactos procedentes del mismo.

### Hallazgos
En la excavación han sido hallados lingotes de cobre y estaño, herramientas, armas,  pesas de piedra y de metal, cerámica, restos de alimentos y otros objetos que probablemente fueran objetos personales de la tripulación, como escarabeos, cuentas de collar, sellos y lámparas. Uno de los sellos se ha datado en el siglo XVIII a. C. Con respecto a los escarabeos, estos han sido datados entre el Segundo periodo intermedio de Egipto y el siglo XIII a. C.
Se ha sugerido que los lingotes de cobre, que eran la principal carga del pecio, servirían como medio de pago en transacciones económicas. El origen del cobre es chipriota, según los estudios realizados, pero se desconoce la procedencia del estaño. Se estima que los restos de armas y otros objetos metálicos que se han hallado pertenecían a objetos en desuso que estaban destinados a ser fundidos para ser reciclados en metal. Entre las herramientas halladas, había algunas para uso agrícola y otras que formaban parte del equipo de al menos un experto en trabajos de metalurgia. Las pesas podrían indicar la presencia de uno o varios mercaderes a bordo. La cerámica se encuentra en mal estado de conservación y su origen podría ser sirio, chipriota o micénico.